# Horst Gieseler
Horst Gieseler (* 29. April 1942 in Herne) ist ein ehemaliger deutscher Hürdenläufer, der sich auf die 400-Meter-Distanz spezialisiert hatte.
Bei den Olympischen Spielen 1964 in Tokio schied er im Vorlauf über 400 Meter Hürden aus. Zwei Jahre später bei den Europameisterschaften in Budapest startete er ebenfalls im 400-Meter-Hürdenlauf und wurde Sechster.
1964 wurde er Deutscher Meister über 400 Meter Hürden. Seine persönliche Bestzeit von 50,3 s stellte er am 7. August 1966 in Hannover auf.
Horst Gieseler startete für den VfL Bochum.